# Hank Azaria
Pour les articles homonymes, voir Azaria.
Hank Azaria, né le 25 avril 1964 à New York, dans l'arrondissement du Queens, est un acteur, producteur et scénariste américain.
Il est principalement connu pour prêter sa voix à de nombreux personnages de la série d'animation Les Simpson, notamment Moe Szyslak, le chef Wiggum, le vendeur de BD, Le Serpent ou anciennement Apu Nahasapeemapetilon, Lou, Carl Carlson et l'Homme-abeille, entre autres. Il rejoint la série alors que son expérience dans l'animation est minime, et devient un acteur régulier lors de la deuxième saison, s'inspirant pour ses performances d'acteurs et de personnages célèbres. Pour son travail sur Les Simpson, il remporte six Emmy Awards et un Screen Actors Guild Award.
Hank Azaria est aussi connu pour ses rôles dans des longs métrages en prise de vues réelles comme Birdcage, Godzilla, Mystery Men, Couple de stars, Le Mystificateur, Polly et moi, Cours toujours Dennis, La Nuit au musée 2, Les Schtroumpfs et Les Schtroumpfs 2. À la télévision, il obtient quelques rôles récurrents dans des séries comme Dingue de toi et Friends ou des rôles principaux comme dans Huff entre 2004 et 2006 et dans Brockmire entre 2017 et 2020. Il apparaît également dans la comédie musicale populaire Spamalot, pour laquelle il reçoit une nomination aux Tony Awards dans la catégorie du meilleur acteur dans une comédie musicale. Connu à l'origine comme acteur comique, il assume également quelques rôles plus dramatiques notamment dans Morrie : Une leçon de vie et dans 1943, l'ultime révolte.

## Biographie

### Jeunesse

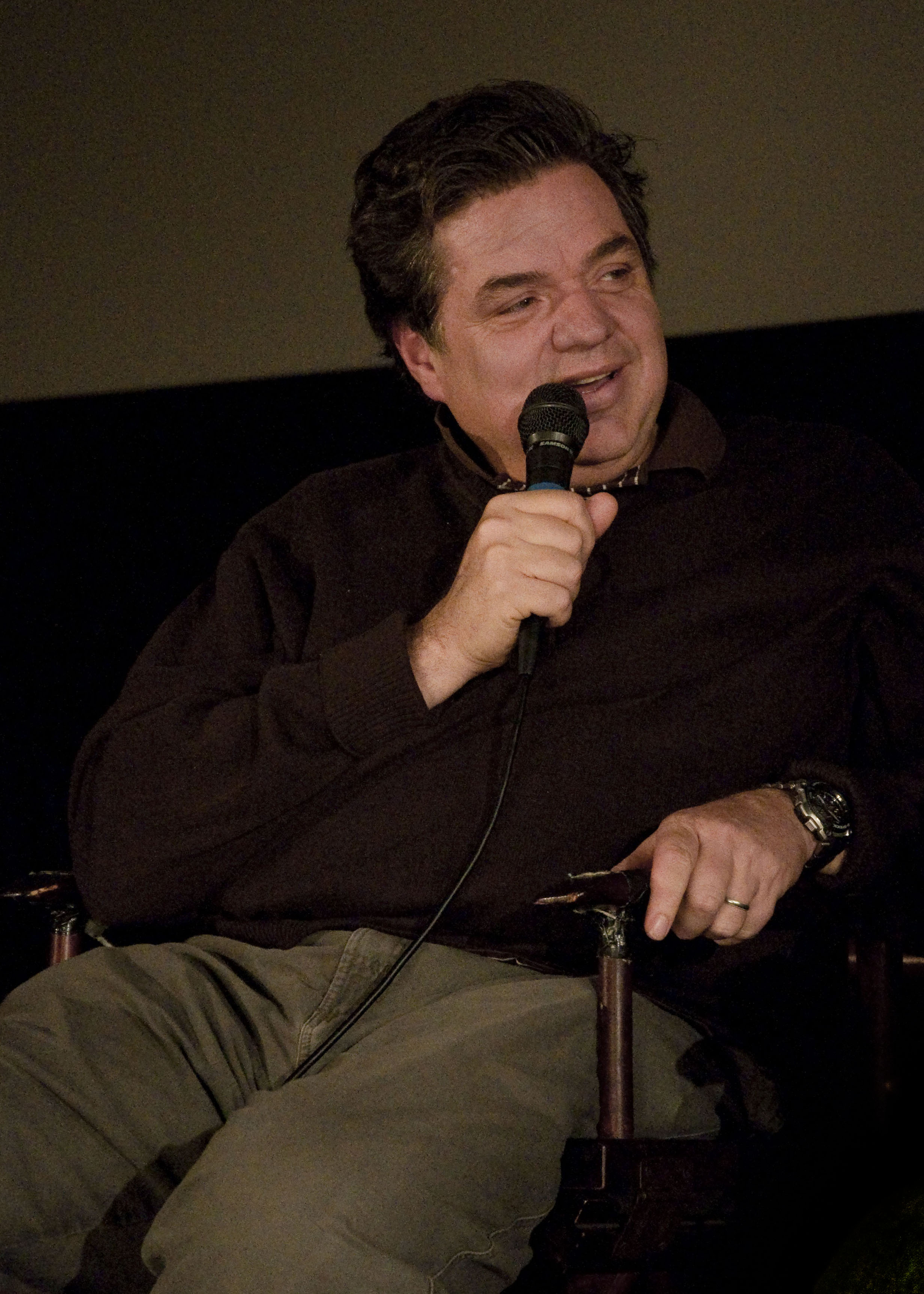
L'acteur Oliver Platt, avec lequel Hank Azaria se lie d'amitié dans les années 1980.

Henry Albert Azaria naît dans le quartier du Queens à New York le 25 avril 1964. Ses grands-parents des deux côtés sont des Juifs séfarades originaires de Thessalonique. Sa famille parle le ladino ou judéo-espagnol, qu'il décrit comme un « dialecte espagnol étrange et désuet écrit en caractères hébreux »,. Son père, Albert Azaria, dirige plusieurs entreprises de confection de vêtements tandis que sa mère, Ruth Altcheck, l'élève avec ses deux sœurs aînées, Stephanie et Elise,,. Avant son mariage, Ruth Altcheck travaille chez Columbia Pictures dans la promotion de films en Amérique latine, car elle parle aussi bien espagnol qu'anglais. Pendant son enfance, Hank Azaria s'amuse à « mémoriser et reproduire » les scripts des films, séries télévisées et spectacles humoristiques qu'il apprécie. Entre ses 5 et 17 ans il intègre le camp de vacances Towanda à Honesdale en Pennsylvanie, qu'il visite maintenant une fois par an pour être jury aux Olympiques du camp.
Hank Azaria est scolarisé à la Kew-Forest School, dans le quartier new-yorkais de Forest Hills. Il décide de devenir acteur à l'âge de 16 ans, après avoir joué dans une pièce de théâtre à l'école, vocation qui devient pour lui une « obsession » et nuit au déroulement de ses études. Ses deux parents sont des adeptes du show business, ce qui le pousse à devenir acteur. Il étudie les arts dramatiques à l'université Tufts de 1981 à 1985. Durant cette période, il se lie d'amitié avec Oliver Platt, qu'il considère comme un « meilleur acteur » que lui et qui l’inspire,. Ils jouent ensemble dans plusieurs pièces de théâtre montées au sein de leur université, notamment Le Marchand de Venise, avant qu'Hank Azaria n'intègre l'American Academy of Dramatic Arts,,. Bien qu'il ne s'attende pas à réussir, il décide de devenir acteur professionnel pour ne pas regretter de ne pas l’avoir tenté plus tard dans sa vie. Il tient son premier rôle rémunéré dans une publicité à la télévision italienne alors qu'il a 17 ans. Il travaille également comme plongeur. Il envisage d'abord une carrière au théâtre et fonde avec Oliver Platt une troupe appelée Big Theatre qui ne monte qu'une seule pièce au cours de son existence : Le Monte-plats d'Harold Pinter. Hank Azaria estime que la télévision lui offrira davantage d'occasions et déménage à Los Angeles après s'être vu proposer de travailler avec l'agent artistique Harry Gold,.

### Carrière

#### Débuts
Alors que l'agent artistique Harry Gold n'est pas particulièrement enthousiaste à l'idée de travailler avec Hank Azaria, il change d'avis lorsqu'une femme avec qui l'acteur avait travaillé à New York « se soit montrée vraiment furieuse contre » Gold pour ne pas avoir tenu sa promesse de lui permettre de travailler avec Hank Azaria. Il obtient son premier rôle télévisuel en 1986 dans le pilote de la série de comédie dramatique d'ABC, Joe Bash,. Son rôle, une réplique d'une ligne en tant que l'agent de police Maldonado, est coupé de l'épisode avant sa diffusion, bien que cela lui permette d'être admis à la Screen Actors Guild. Il apparaît ensuite dans le téléfilm sur le gangster Frank Nitti, Nitti: The Enforcer, puis dans un pilote non abouti aux côtés de Matthew Perry, avec lequel il se lie d'amitié. Il tient le rôle de Joe dans la sitcom Sacrée Famille en 1988, dans laquelle il a une nouvelle fois une seule réplique, puis l'année suivante il joue Steve Stevenson dans un épisode de Quoi de neuf docteur ?. Hank Azaria décrit la progression de sa carrière comme étant graduelle : il n'a pas atteint la reconnaissance ni la renommée du jour au lendemain. À Los Angeles, il est entraîné par Roy London. Entre deux rôles, il travaille en tant qu'humoriste de stand-up et comme barman pour une entreprise de restauration,.

#### Les Simpson
Hank Azaria est principalement connu pour son travail en tant qu'acteur de la série d'animation Les Simpson. Il rejoint l'équipe de la série alors qu'il n'a qu'un seul rôle vocal à son actif : un chien animé, personnage principal d'un pilote non abouti de la Fox, Hollywood Dog, une série décrite comme une parodie « de Roger Rabbit, dans laquelle le chien est en animation alors que tout le reste est réel ». Son premier rôle pour Les Simpson est celui du barman de Springfield, Moe Szyslak, remplaçant alors Christopher Collins qui avait initialement enregistré la voix du personnage. L'ayant connu sur Hollywood Dog, la directrice de casting Bonita Pietila appelle Hank Azaria et lui demande de passer l'audition pour le rôle de Moe. À ce moment-là il tient le rôle d'un dealer de drogue dans une pièce de théâtre, utilisant une voix basée sur la performance d'Al Pacino dans Un après-midi de chien. Il utilise cette voix lors de son audition pour Les Simpson, et, à la demande des producteurs délégués Matt Groening et Sam Simon, il la rend plus grave. Ces derniers pensent que le résultat est la voix idéale pour Moe et emmènent directement Hank Azaria au studio d'enregistrement. Avant d'avoir vu un script il enregistre quelques répliques de Moe pour l'épisode Une soirée d'enfer, par-dessus la voix de Christopher Collins,,,.
Hank Azaria ne s'attend alors pas à entendre à nouveau parler de la série, mais l’équipe continue de l’appeler, tout d'abord pour donner voix au Chef Wiggum puis à Apu Nahasapeemapetilon. Il déclare, « au début [les producteurs] ne semblent pas trop satisfaits de ce que je faisais… [Simon] est très enthousiaste… [et] me montre avec impatience le b.a.-ba de la comédie. Mais ensuite, à ma grande surprise, il continue à me recevoir chaque semaine. Mais chaque semaine, je pensais que ça allait être la dernière parce que je ne pensais vraiment pas avoir bien fait ». Néanmoins, à partir de la deuxième saison, il interprète plusieurs voix récurrentes et reçoit donc un contrat faisant de lui un membre permanent de la distribution principale de la série. Comme il rejoint la série plus tard que le reste de la distribution, Matt Groening le considère comme « le petit nouveau ». En plus de Moe, Wiggum et Apu, Hank Azaria prête sa voix au vendeur de BD, à Carl Carlson (jusqu'à la trente-deuxième saison, remplacé depuis par Alex Désert), à Cletus Spuckler, au Professeur Frink, au Dr Nick Riviera, à Lou, au Serpent, à Kirk van Houten, au Capitaine McCallister, à l'inspecteur Chalmers, à Disco Stu, à Duffman, à Raphaël et à de nombreux personnages qui n'ont fait qu'une seule apparition. Nancy Cartwright, sa collègue dans Les Simpson écrit : « Ce dont je me souviendrai toujours à propos d'Hank, c'est qu'il a commencé très modestement, puis, petit à petit, ses capacités se révèlent et ses contributions à la série s'intensifient. J'ai réalisé alors qu'Hank allait être notre vedette pas comme les autres ».
Tout comme la voix de Moe est basée sur celle d'Al Pacino, plusieurs des autres voix récurrentes d'Hank Azaria s'inspirent d'autres voix. Pour la voix d'Apu il s'inspire des nombreux garagistes indiens et pakistanais de Los Angeles avec lesquels il interagit lors de son premier déménagement dans la région, ainsi que du personnage d'Hrundi V. Baskshi interprété par Peter Sellers dans La Party. À l'origine, les producteurs pensent qu'Apu est un Indien trop offensant et stéréotypé, mais après l'interprétation de la réplique « Bonjour, Monsieur Homer » par Hank Azaria, qu'ils ont trouvée hilarante, le personnage est resté tel quel,. Cependant, l'acteur conteste cela dans l'émission Late Net with Ray Ellin, affirmant qu'Apu a toujours été conçu pour être stéréotypé. La voix du chef Wiggum est à l'origine une parodie du présentateur de journal David Brinkley, mais les producteurs ont dit à Hank Azaria que cette voix était trop lente, alors il l’a changée pour la parodie de la voix d'Edward G. Robinson. L'officier Lou est basé sur Sylvester Stallone et le Dr Nick Riviera est « une mauvaise copie de Ricky Ricardo »,. La voix de Raphaël est « essentiellement celle de Charles Bronson » alors que Carl Carlson a une « voix stupide qu'a toujours faite Hank Azaria »,. En 2020, à l'orée de la trente-deuxième saison l'acteur noir Alex Désert reprend le rôle de Carl afin que « les personnages noirs soient interprétés par des acteurs noirs ». Deux de ses voix proviennent de son passage à l'université : celle du Serpent est basée sur son ancien colocataire, alors que la voix du vendeur de BD est celle d'un étudiant qui vivait dans la chambre d'à-côté et qui s'appelait « F ». Le professeur Frink est basé sur la performance de Jerry Lewis dans Docteur Jerry et Mister Love, alors que le capitaine McCallister s'inspire de l'interprétation de nombreux pirates par l'acteur britannique Robert Newton. Hank Azaria base son interprétation du personnage de Frank Grimes dans l'épisode L'Ennemi d'Homer sur l'acteur William H. Macy. Il compte Frank Grimes parmi ses performances les plus dures et les plus émotionnelles qu'il a eu à faire sur Les Simpson.
Le travail d'Hank Azaria sur la série est récompensé par quatre Emmy Awards du meilleur doublage en 1998, 2001, 2003 et 2015. Il est également nommé dans cette catégorie en 2009, en 2010, en 2012, en 2019 et en 2020, mais il perd respectivement au profit de son collègue Dan Castellaneta, de l'actrice invitée Anne Hathaway, de Maurice LaMarche pour Futurama, de Seth MacFarlane pour Les Griffin et de Maya Rudolph pour Big Mouth. Hank Azaria, comme le reste de la distribution, reprend ses rôles dans le long métrage des Simpson, sorti en 2007, Les Simpson, le film. Il remarque avec gêne qu'il passe « très peu de temps à travailler sur Les Simpson ». Il travaille « une heure les jeudis pour lire le script, puis quatre heures les lundis pour l'enregistrement, et [il] recommence une ou deux fois ». Il en conclut que pour lui il s'agit du « meilleur travail du monde ».
Jusqu'en 1998, Hank Azaria est payé 30 000 dollars par épisode. Lors d'un différend à propos de cette rémunération, la Fox menace les six acteurs principaux de les remplacer et commence à préparer des castings pour embaucher de nouveaux acteurs. Finalement le différend se résout et Hank Azaria ainsi que les autres acteurs gagne 125 000 $ par épisode depuis 2004, alors qu'ils demandaient 360 000 $. Un mois plus tard, un compromis est trouvé et leurs salaires sont augmentés à 250 000 $ par épisode. Une nouvelle négociation a lieu en 2008, à l'issue de laquelle les voix touchent approximativement 400 000 $ par épisode. Trois ans plus tard, la Fox menaçant d'annuler la série à moins que les coûts de production soient réduits, Hank Azaria et les autres acteurs acceptent une baisse de salaire de 25 %, leur permettant de gagner un peu plus de 300 000 $ par épisode depuis.

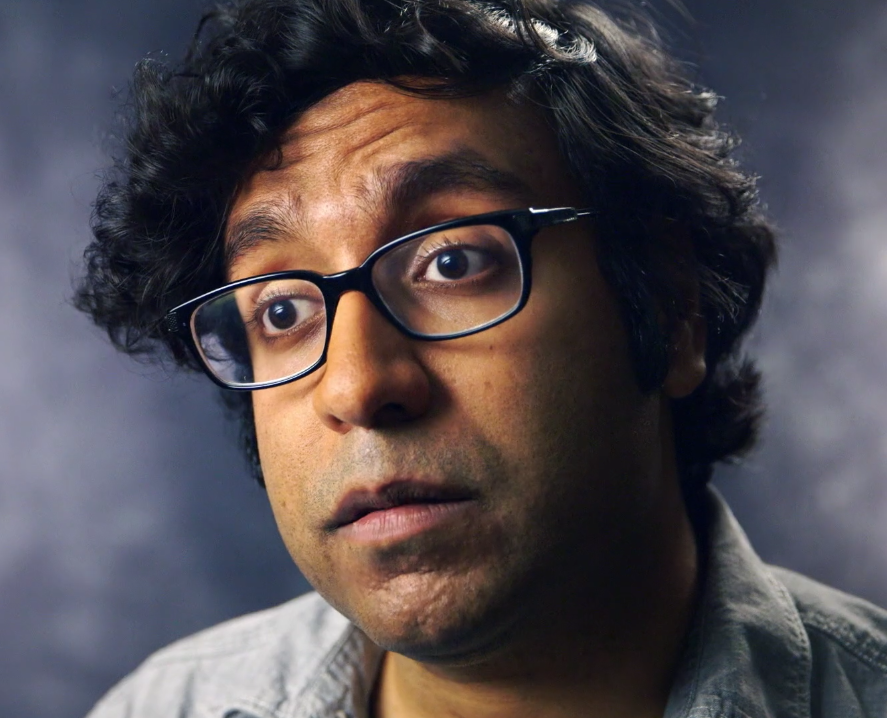
En 2017, Hari Kondabolu réalise un documentaire intitulé The Problem with Apu dans lequel il critique le fait qu'Hank Azaria, un acteur blanc, incarne de façon stéréotypée un personnage sud-asiatique, Apu.

Dans son apparition du 24 avril 2018 au Late Show with Stephen Colbert, Hank Azaria s'exprime à propos de The Problem with Apu, un documentaire de 2017 réalisé par Hari Kondabolu qui traite d'Hank Azaria et d'autres acteurs blancs qui interprètent des personnages d'Asie du Sud de façon stéréotypée. Lors de cette interview, l'acteur décrit comment la vision de ce documentaire avait changé son point de vue sur la question. Il déclare : « l'idée que quelqu'un, jeune ou vieux, avant ou maintenant, ait été victime d'une discrimination ou ait été vexé à cause du personnage d'Apu, me rend vraiment triste ». Ainsi il propose d'arrêter de prêter sa voix à ce personnage, ajoutant : « Je suis parfaitement disposé et heureux de me retirer ou d'aider à la transition vers quelque chose de nouveau ». En réponse, dans un tweet, Hari Kondabolu remercie Hank Azaria de sa déclaration : « Merci, Hank Azaria. J'apprécie ce que vous avez dit et comme vous l'avez dit ». Début 2020, Hank Azaria annonce qu'il se désolidarise du personnage d'Apu, principalement à cause des stéréotypes et des préjugés qu'il perpétue. Plus tard dans l'année, il abandonne le personnage de Carl pour des raisons similaires. En avril 2021, Hank Azaria présente officiellement ses excuses pour avoir prêté sa voix à Apu, sur le podcast de Dax Shepard.

#### Autres projets

##### À la télévision

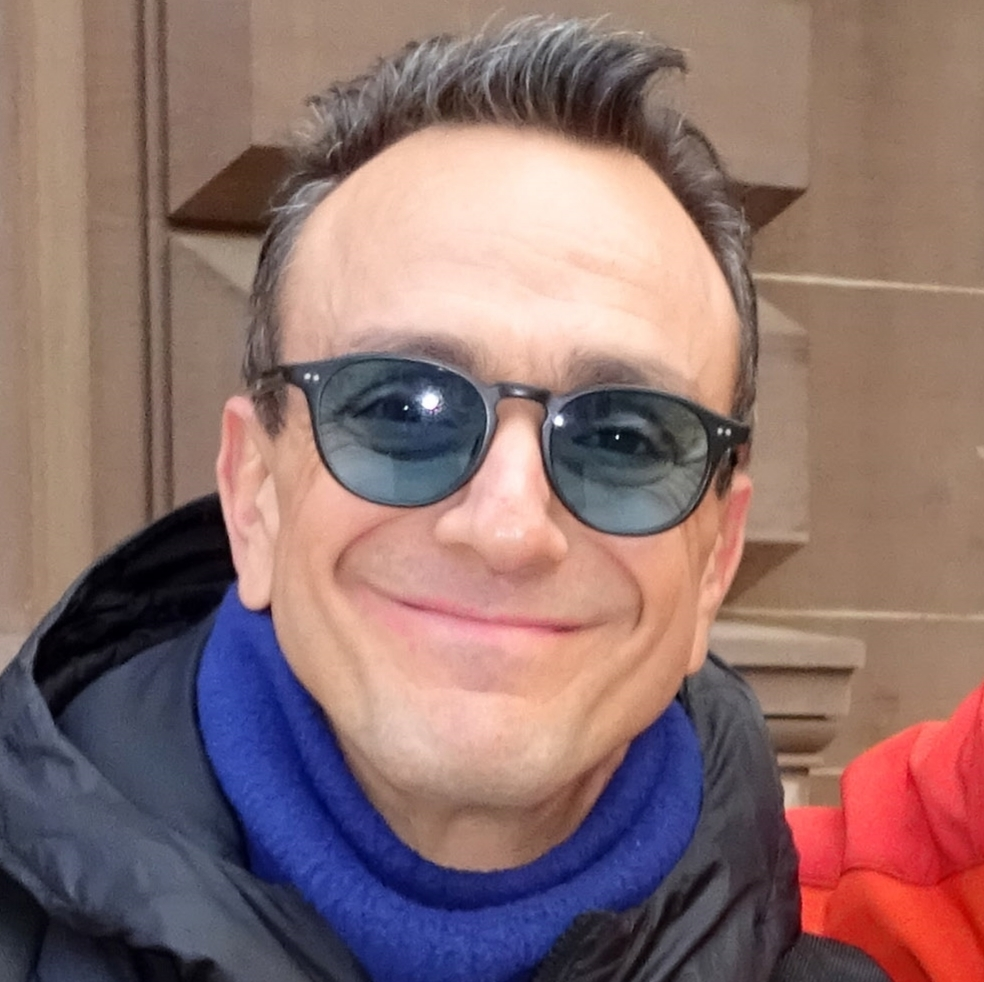
Hank Azaria en 2016.

Grâce au succès continu des Simpson, Hank Azaria commence à se voir attribuer d'autres rôles, notamment en prise de vues réelles. Il fait partie de la distribution principale de la série Herman's Head entre 1991 et 1994, avec sa collègue des Simpson, Yeardley Smith. Souvent il enregistre les Simpson et tourne Herman's Head dans la même journée. Après l'annulation de la série, Hank Azaria passe une audition infructueuse pour le rôle de Joey Tribbiani, un des personnages principaux de la sitcom Friends. Il est toutefois recruté pour le rôle du scientifique David, un des petits-amis de Phoebe Buffay. Il apparaît dans le dixième épisode de la série, Celui qui singeait, avant que son personnage ne parte pour un voyage scientifique à Minsk. Il reprend le rôle lors de la septième saison, avant d'apparaître plus régulièrement lors de la neuvième saison. Ce retour atteint son point d'orgue lorsque David demande Phoebe en mariage, proposition qu'elle refuse amenant David à quitter la série pour de bon,. Entre 1995 et 1999, Hank Azaria a un rôle récurrent dans la sitcom Dingue de toi en tant que Nat Ostertag, un promeneur de chien. Hank Azaria est nommé pour le Prietime Emmy Award du meilleur acteur dans un second rôle dans une série télévisée comique pour ses rôles dans Dingue de toi et dans Friends. Il tient le rôle principal du producteur de musique Craig Schaeffer dans la courte sitcom de 1995, If Not for You.
En 2002, Hank Azaria produit et joue dans la sitcom Imagine That, venue en remplacement d'Emeril dans la grille de la NBC. Il interprète Josh Miller, un scénariste comique, qui « transforme » chaque épisode en un personnage qu'il a imaginé, « fournissant un exutoire humoristique à ses frustrations personnelles et professionnelles »,,. La production s'arrête après la réalisation de cinq épisodes et la série est annulée après la diffusion des deux premiers épisodes en raison de la mauvaise réaction critique et des notes trop basses. Hank Azaria déclarera plus tard à propos de cette série : « Je voulais faire quelque chose de véridique, intéressant et percutant. Nous avons eu un groupe de producteurs assis dans la salle, tous d'accord pour dire que The Larry Sanders Show était leur truc préféré à la télévision, mais nous ne pouvions pas le faire sur NBC, et nous ne le pouvions pas non plus d'un point de vue commercial, cela ne rapportant tout simplement pas assez d'argent. Au moment où la série a été diffusée, le scénario était en quelque sorte sur le mur, et je les en blâme pas du tout. Il était évident que cela ne fonctionnerait pas ».
Il incarne par la suite le psychiatre Craig « Huff » Huffstodt dans la série dramatique Huff de vingt-quatre épisodes diffusée sur Showtime entre 2004 et 2006,. Il tient également le rôle de producteur délégué sur la série et réalise un épisode de la deuxième saison. Après la lecture du script du pilote, il l'envoie à Oliver Platt, qui prend le rôle de l'ami de Huff, Russell Tupper. Hank Azaria apprécie de jouer dans la série, mais il est dubitatif quant à son sujet sombre et il est souvent en conflit avec son créateur Bob Lowry, notant qu'il « est difficile de concorder nos points de vue tout le temps, [parce que] nous nous soucions tellement de cela qu'aucun de nous n'est prêt à lâcher du lest »,. Gillian Flynn d'Entertainment Weekly trouve qu'Hank Azaria est « d'une subtilité impressionnante » dans son rôle, et John Leonard du New York Magazine qu'il est un « casting astucieux »,. La série est nommée dans sept catégories aux Emmy Awards de 2005, dont celle du meilleur acteur dans une série télévisée dramatique. Malgré ces nominations, l'émission reçoit continuellement des mauvaises critiques et audiences, et Showtime décide de ne pas commander une troisième saison.
De retour en prise de vues réelles en 2011, Hank Azaria joue dans la sitcom de la NBC, Free Agents, un remake de la série télévisée britannique du même nom,. Il incarne Alex Taylor, un responsable des relations publiques récemment divorcé « à qui ses enfants manquent et qui essaie de tenir », et fini par coucher avec une collègue, interprétée par Kathryn Hahn,. Hank Azaria tient également le rôle de producteur de la série. Il appréhende le projet, car il n'aime pas l'emploi du temps chargé d'un acteur principal dans une série à caméra unique, préférant la « sensibilité » des émissions câblées. Cependant il apprécie le script et la précédente série du producteur délégué John Enbom, Party Down, et accepte finalement le rôle. Bien qu'Hank Azaria ait monté une campagne sur Twitter pour la sauver, la série est annulée après quatre épisodes à cause de mauvaises audiences. En 2014, Hank Azaria tient un rôle secondaire dans la série Ray Donovan de Showtime, incarnant l'agent du FBI Ed Cochran.

##### Au cinéma
« L'intérêt d'Azaria peut être résumé par son apparition hilarante dans la comédie loufoque Dodgeball ! Même pas mal !. En tant que Patches O'Houlihan, le champion de balle au prisonnier qui vieillira dans le magnifiquement bourru Rip Torn, il livre une performance parfaite dans une vidéo d'instruction dans laquelle il fume sans arrêt, encourage un enfant à s'en prendre à ceux qui sont plus faibles que lui et vole le film à un casting de grands comiques. C'est un moment merveilleux et étrange qui aurait pu échouer lamentablement entre les mains d'un acteur de moindre importance, et il parvient à le maîtriser avec seulement quelques secondes de dialogue. À mon humble avis, et en utilisant ma connaissance limitée des termes de boxe : à poids égal, Hank Azaria est le meilleur acteur encore en activité aujourd'hui. »

— La dramaturge Jenelle Riley à propos d'Hank Azaria.
Hank Azaria fait ses débuts dans les longs métrages avec le rôle de Buzz dans le film Cool Blue sorti directement en vidéo en 1990. Sa première apparition au cinéma a lieu la même année dans le rôle d'Albertson un détective de police dans Pretty Woman. Son rôle majeur suivant dans un film est celui du producteur de télévision Albert Freedman dans le film de 1994 Quiz Show, nommé aux Oscars dans la catégorie du meilleur film. En 1996, il interprète le gouvernant guatémaltèque homosexuel Agador Spartacus dans Birdcage. Pour ce rôle, qu'il considère comme son « tournant », il est nommé pour le Screen Actors Guild Award du meilleur acteur dans un second rôle, et reçoit la qualification de la « performance la plus hilarante du film » par la critique Alison Macor du Austin Chronicle, alors qu'Empire considère qu'il a « volé le film »,,,. Pour le rôle il adopte l'accent guatémaltèque et essaie de parler de la façon la plus efféminée possible. Il choisit deux voix possibles : une efféminée et une plus virile. Après les conseils d'un drag queen, il choisit la voix efféminée. Trois semaines après le début de la production, il se rend compte que sa voix ressemble exactement à celle de sa grand-mère, ce qui l'aide beaucoup dans sa performance. Agador Spartacus ne devait faire qu'une scène unique au départ, avec le rôle plus étendu du gouvernant tenu par David Alan Grier. Mais les producteurs craignent les connotations raciales qu'un acteur noir peut engendrer dans ce rôle et Hank Azaria hérite du rôle entier.
Il apparaît dans de nombreux autres films à la fin des années 1990, notamment Heat, Tueurs à gages et Celebrity ou encore le rôle de Walter Pane, adversaire de Gwyneth Paltrow dans le film de 1998, De grandes espérances. Il incarne le photographe Victor Palotti dans Godzilla en 1998,. Ce film marque l'une des premières apparitions d'Hank Azaria dans un rôle principal dans un blockbuster. Le tournage de cinq mois, est le plus long de sa carrière à ce moment-là, mais il considère qu'il s'agit d'une grande chance pour lui de donner un coup de pouce à sa carrière. Il remarque : « J'ai tellement l'habitude de me fondre dans chaque personnage que je joue. Même les gens du cinéma pensent que le gars qui a joué dans Birdcage, dans Quiz Show et dans De grandes espérances sont trois acteurs différents, ce qui d'une certaine manière me rend fier, mais d'une autre est très frustrant. C'est la malédiction et la bénédiction d'être un acteur de personnages ». Les défis physiques du tournage, ainsi que l'échec critique du film, mènent Hank Azaria à penser plus tard que le film était « dur à faire et très décevant à sa sortie. C'en était un que tu effaces directement et duquel tu dis : "bon c'était pour payer mes dettes, bonne chance pour la prochaine fois" ». En 1999, il joue dans le film dramatique Mystery, Alaska en tant que Charles Danner, et dans le film de superhéros comique Mystery Men, dans le rôle du faux-britannique expert en lancer d'argenterie, Le Fakir Bleu,. Il interprète également le rôle d'Hector Gorgonzolas dans Couple de stars, Claude dans Polly et moi et Patches O'Houlihan jeune dans Dodgeball ! Même pas mal !, les deux derniers aux côtés de Ben Stiller,. Pour le rôle de Claude, un instructeur de plongée français dans Polly et moi, Hank Azaria enfile une perruque et s'entraîne beaucoup pour correspondre à la forme physique du personnage.

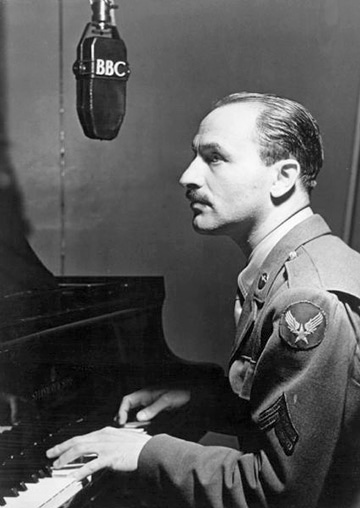
En 1999, Hank Azaria interprète le compositeur Marc Blitzstein dans Broadway, 39e rue.

En 1999, Hank Azaria interprète le compositeur Marc Blitzstein dans le film de Tim Robbins Broadway, 39e rue,. Le critique Paul Clinton le trouve « brillant dans le rôle de l'artiste tourmenté Blitzstein ». La même année il apparaît sous les traits de l'auteur et journaliste Mitch Albom aux côtés de Jack Lemmon dans le téléfilm Morrie : Une leçon de vie, remportant à cette occasion le Primetime Emmy Award du meilleur acteur dans un second rôle dans une mini-série ou un téléfilm,. Hank Azaria décrit plus tard ce rôle comme « le meilleur travail [qu'il ait] jamais fait ». Ces deux rôles sont les premiers rôles dramatiques d'Hank Azaria. Tout au long de sa carrière, il travaille principalement dans la comédie, mais essaye d'équilibrer les deux,,. Il explique : « tous les rôles que j'ai obtenu au début étaient dans la comédie, et j'étais bien sûr heureux de les avoir, je n'ai donc jamais ressenti le manque d'être reconnu comme acteur dramatique parce que j'étais très heureux avec ce que j'avais. Et puis, plus tard, j'ai été surpris quand j'ai commencé à avoir des rôles dramatiques. Mais je ne me suis jamais dit : "OK, maintenant c'est l'heure d'avoir un rôle dramatique" ». Son rôle dramatique suivant est dans le téléfilm de 2001, 1943, l'ultime révolte. Le film est sur le Soulèvement du ghetto de Varsovie de 1943, et Hank Azaria y interprète le rôle de Mordechaj Anielewicz, un des leaders de la révolte. Il est souvent troublé par le fait d'avoir été choisi pour ce rôle et demande fréquemment à Jon Avnet, producteur et réalisateur du film, la raison de ce choix. « Je sais qu'il aimait le fait que j'étais juif, et il savait que je pouvais bien faire les accents. Il a choisi David Schwimmer et moi pour [ce film], et nous en étions tous les deux un peu mystifiés. Il avait comme l'instinct de vouloir des gens connus pour être drôles. Il ne me l'a jamais expliqué de manière claire, je ne comprends toujours pas pourquoi ». Ces deux rôles dans Morrie : Une leçon de vie et 1943, l'ultime révolte, l'affectent, lui causant un état dépressif, qu'il tente de contrer avec des projections des DVD de la série humoristique Monty Python. Hank Azaria trouve que son rôle dans 1943, l'ultime révolte, est « très compliqué, très déprimant et très difficile émotionnellement ». En 2003, Hank Azaria interprète le journaliste Michael Kelly, l'ancien éditeur du New Republic dans le film dramatique Le Mystificateur. Ce dernier décède quelques mois avant la sortie du film et Hank Azaria trouve alors que le film est « devenu une étrange éloge funèbre à son égard ».
Après la conclusion de Huff en 2006, Hank Azaria continue à faire de multiples apparitions cinématographiques. Il interprète le beau parleur Whit dans le premier film de David Schwimmer, Cours toujours Dennis, sorti en 2007. Pendant la production de celui-ci, il se lie d'amitié avec son collègue Simon Pegg, lui faisant les voix des Simpson sur demande, ce qui l’amuse alors qu'il est en plein tournage. Il travaille de nouveau avec Ben Stiller sur le film de 2009, La Nuit au musée 2, dans lequel il interprète le cruel pharaon Kah Mun Rah, se servant d'un accent à la Boris Karloff. Même si le film reçoit des critiques mitigées, la plupart salue la performance d'Hank Azaria,. Perry Seibert du magazine TV Guide remercie Hank Azaria, « un maître du timing comique » et remarque que « son méchant grandiose, mais légèrement féérique, est tout aussi drôle quand il mâche des sbires que lorsqu'il délibère si Mordicus et Dark Vador sont assez méchants pour rejoindre son équipe ». Il apparaît également dans le rôle d'Abraham dans L'An 1 : Des débuts difficiles en 2009, dans celui du Dr Knight dans Love, et autres drogues en 2010 et dans celui de Gerard Damiano, réalisateur de Gorge profonde dans Lovelace en 2013,,.

Hank Azaria interprète le rôle de Gargamel dans les films Les Schtroumpfs et Les Schtroumpfs 2.

Hank Azaria joue le rôle du sorcier Gargamel dans le film mêlant images de synthèses et prises de vues réelles sorti en 2011, Les Schtroumpfs. Pour le rôle, Hank Azaria porte des prothèses de nez, d'oreilles, de dents de cheval et de sourcils ainsi qu'une perruque après s'être rasé la tête. Avec toutes ces modifications il passe plus de cent trente heures sur la chaise de maquillage tout au long de la production du film,. Hank Azaria considère que la voix de Gargamel est la partie la plus importante de sa performance. Les producteurs veulent la voix d'un « vieil acteur shakespearien raté », mais Hank Azaria pense que cela manquerait d'énergie et propose une performance plus inspirée des pays de l'Europe de l'Est. Finalement, il adopte une voix similaire à celle utilisée par Paul Winchell dans le dessin animé. Lors de sa première diffusion, Hank Azaria n'apprécie pas ce dessin animé, considérant que le personnage de Gargamel n'est pas assez approfondi, ce n'est qu'un « méchant hétéro », il choisit alors de rendre Gargamel « plus sarcastique » que dans le dessin animé, mais « découvre qu'il n'y a aucun moyen d'interpréter Gargamel sans avoir à crier à certains moments, lorsqu'il monte en puissance et montre sa contrariété envers les Schtroumpfs »,. Il l'interprète comme « très solitaire », ajoutant qu'il « déteste les Schtroumpfs parce qu'ils sont une famille très heureuse. Il voudrait vraiment en être », il pense « qu’il veut être adopté comme un Schtroumpf ». Hank Azaria travaille alors avec les scénaristes pour « imprégner » le scénario de certaines de ses idées sur le personnage, « en particulier avec la relation de "mariage" entre Gargamel et Azraël » qu'il a conçue.
Des journalistes du San Francisco Chronicle et du Boston Globe critiquent l'« exagération » d'Hank Azaria dans le rôle de Gargamel,. Des critiques réagissent toutefois plus positivement, comme Scott Bowles de chez USA Today qui qualifie Hank Azaria d'« humain hors concours », ou Betsy Sharkey de chez Los Angeles Times qui pense qu'il subit le « pire service » de la part du reste de la distribution à cause d'un mauvais scénario. Hank Azaria remarque dans une interview pour The A.V. Club que Les Schtroumpfs et La Nuit au musée sont des films qu'il a accepté de faire principalement pour l'argent, mais qu'il « ne le ferai quand même pas s'il ne pense pas que ce serait au moins amusant à faire… » il ajoute avoir « essayé vraiment de se lancer dedans, de trouver la manière la plus amusante et la plus intelligente de faire passer le matériel et de le rendre amusant à faire et amusant à regarder ». Hank Azaria reprend son rôle dans Les Schtroumpfs 2 en 2013. En 2016, Hank Azaria est à l'affiche de Norman avec Richard Gere.

##### En création de voix

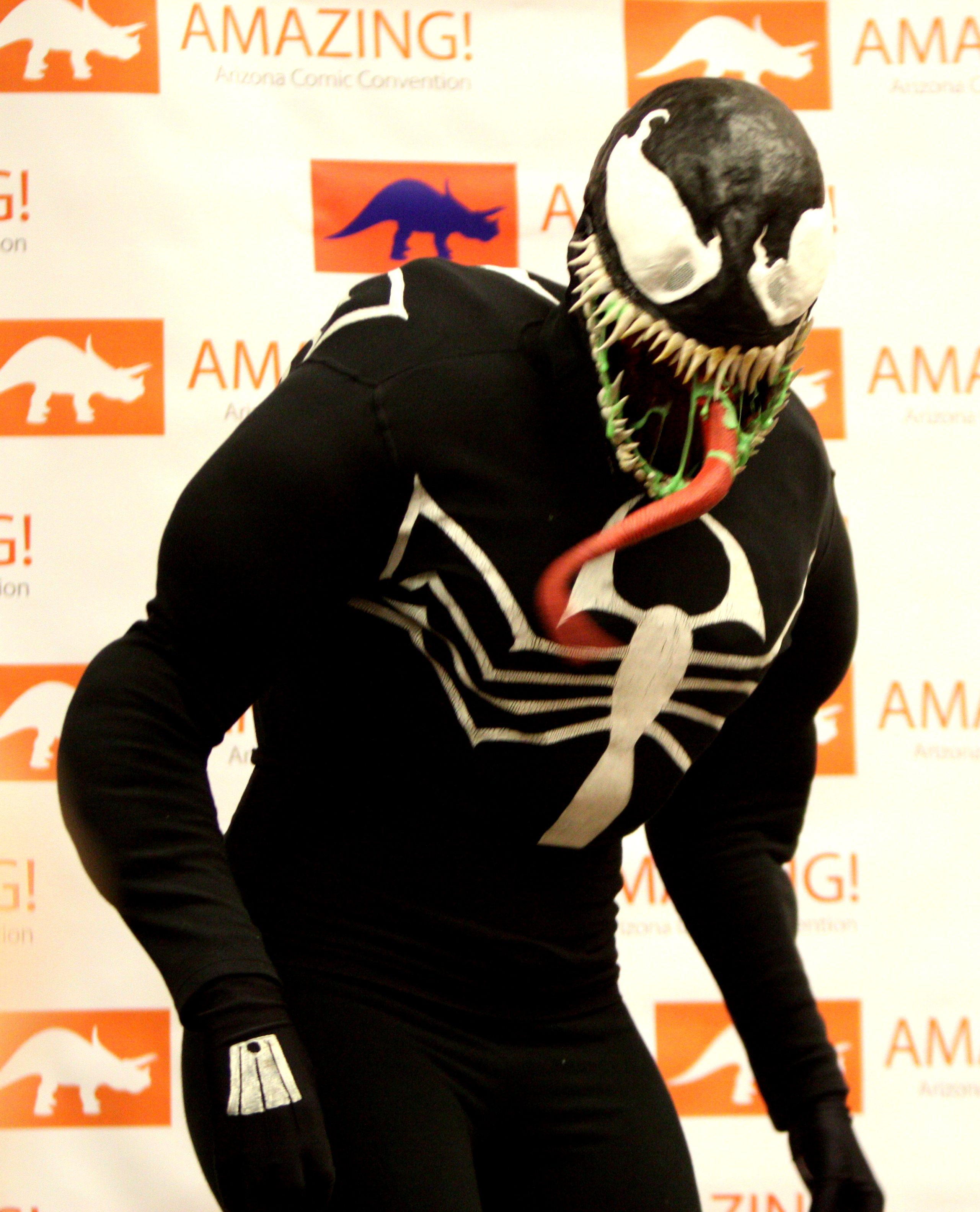
Entre 1994 et 1996, Hank Azaria prête sa voix au personnage de Venom dans la série télévisée Spider-Man.

Hank Azaria prête sa voix à de nombreux personnages en plus des Simpson, même si en 2005 il confie qu'il « commence à faire d'autres doublages pour des dessins animés depuis quelques années, mais qu'il n'aime pas vraiment cela », il pense que Les Simpson l'ont « contaminé ». Il donne voix à Eddie Brock et Venom dans Spider-Man, l'homme-araignée entre 1994 et 1996. Dans le film d'animation Anastasia sorti en 1997, il prête sa voix à Bartok la chauve-souris, rôle qui reprend dans le préquel sorti directement en vidéo Bartok le Magnifique. Pour sa performance dans ce rôle, il remporte l'Annie Award du meilleur doublage masculin dans un film d'animation. Il double également Eric dans la version américaine d'Éric la panique, Harold Zoid dans l'épisode Zoidberg à Hollywood de la troisième saison de Futurama et Abbie Hoffman et Allen Ginsberg dans Chicago 10. Il interprète les personnages de Carlos et Phil dans le film de 2011, Hop. Le film est généralement mal reçu par la critique, bien que la performance d'Hank Azaria soit souvent saluée,,. Par exemple, Sandie Chen du Washington Post trouve qu'« Azaria a perfectionné son accent espagnol exagéré depuis Birdcage, donc tout ce qu'il dit fait rire », ou encore Emma Simmonds de Time Out le qualifie de « présence imperturbable, interprétant deux personnages avec style »,. Plus tard la même année, il double Sven le puissant dans Happy Feet 2. Il prête sa voix à Sheldon dans la série télévisée Mack & Moxy. Depuis 2016, il donne également voix au personnage principal de la série Bordertown, Bud Buckwald, un douanier texan.
Une fois que Les Simpson ont atteint leur « vitesse de croisière » et qu'Hank Azaria avait assez d'argent pour vivre, il décide d'arrêter de travailler sur des publicités, les trouvant « démoralisantes » et se trouvant « sarcastique » à chaque fois qu'il en faisait une. Lorsqu'il enregistre les répliques de « Jell-O Man » dans la publicité pour la marque Jell-O, les producteurs lui demandent de rendre sa voix « plus sympathique et amicale pour que les enfants l'aiment ». Après avoir souligné que Jell-O Man était un personnage fictif, il est parti et a promis de ne jamais plus enregistrer pour une publicité. Cependant, en 2012, il prête sa voix à plusieurs insectes dans une publicité pour la Chevrolet Sonic.

##### Autres occupations
Hank Azaria écrit et réalise le court métrage de 2004, Nobody's Perfect qui remporte le prix du meilleur court métrage au Comedy Arts Festival. En janvier 2007, il est confirmé à la réalisation d'Outsourced, un film sur deux ouvriers américains qui voyagent pour retrouver leur travail après le déménagement de leur usine au Mexique,. En 2009, Azaria confie à Empire qu'il préfère se concentrer sur un documentaire à propos de la paternité. Deux ans plus tard il explique au Los Angeles Times que ce projet est « à moitié complété » et qu'il est « toujours à la recherche de financements pour le terminer ». Sa diffusion débute finalement en 2014 sur AOL sous la forme d'une série en ligne intitulée Fatherhood. Selon AOL, cette série de courts épisodes documente le « voyage touchant, humoristique et souvent instructif d'Azaria, d'un homme qui n'est même pas sûr de vouloir avoir des enfants, à un père traversant les joies, les épreuves et les tribulations d'être papa »,.

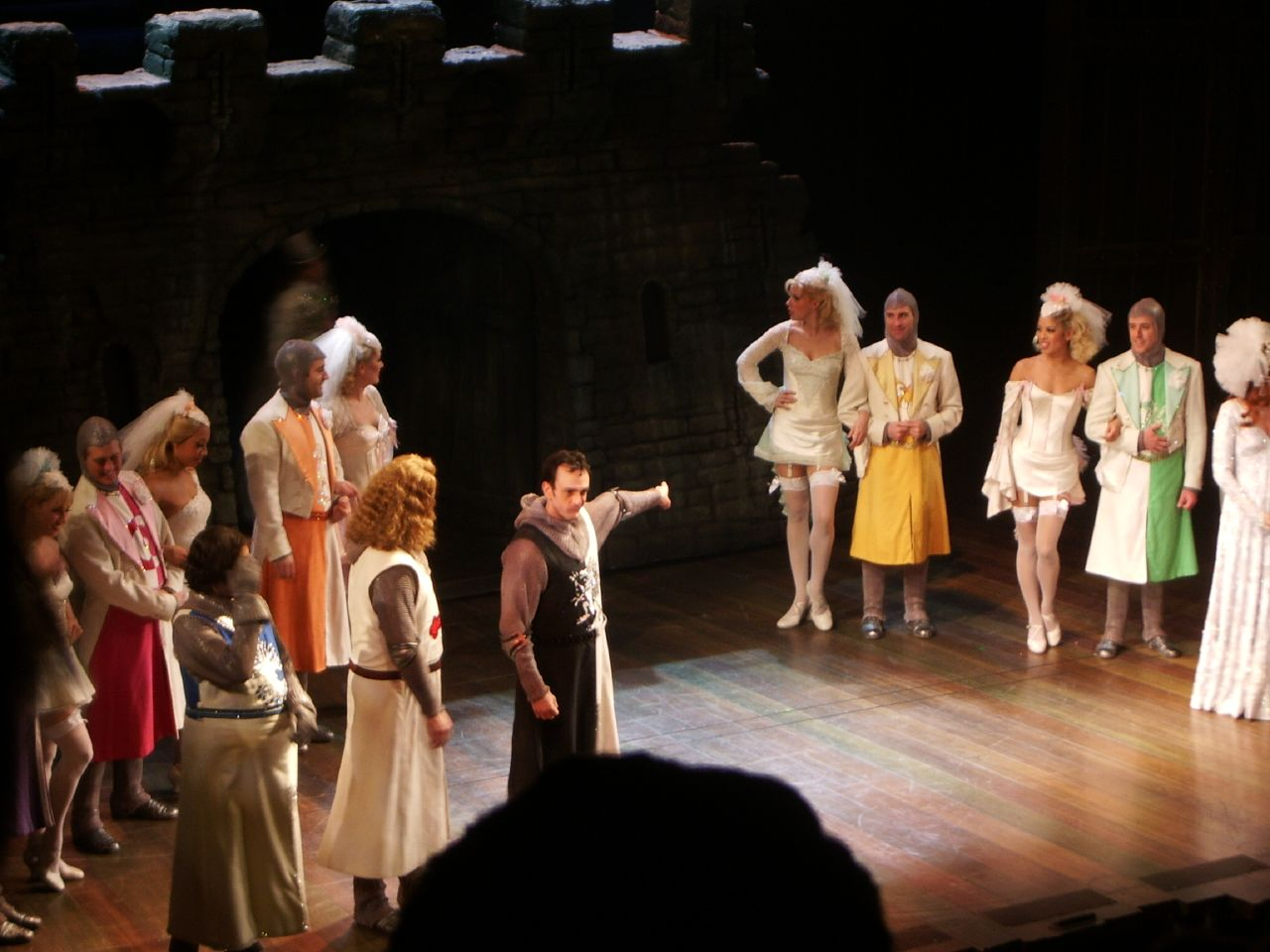
Hank Azaria (au centre), sous les traits de Lancelot dans Spamalot en décembre 2005.

Hank Azaria apparaît également dans plusieurs productions théâtrales. En 2003 il tient le rôle de Bernard dans une représentation de la pièce de David Mamet, Sexual Perversity in Chicago, aux côtés de Matthew Perry et Minnie Driver au West End Theatre de Londres,. En décembre 2004, Hank Azaria fait sa première apparition sous les traits de Lancelot et de quatre autres personnages dans Spamalot, la comédie musicale basée sur Monty Python : Sacré Graal !, qui débute à Chicago avant de déménager au Shubert Theatre à Broadway,. Le spectacle est acclamé par la critique, recevant quatorze nominations aux Tony Awards de 2005, dont la nomination d'Hank Azaria dans la catégorie du meilleur acteur dans une comédie musicale. Retrouvant le réalisateur de Birdcage, Mike Nichols, et étant un grand fan des Monty Python, il y voit une occasion qu'il ne peut pas laisser passer, la décrivant comme « tellement amusante » qu'il ne « réalise pas à quel point elle est fatigante » et comme étant l'expérience « la plus amusante [qu'il ait] jamais eu dans [sa] vie »,. Afin de travailler sur Huff, il arrête Spamalot entre juin et décembre 2005, se faisant remplacer par Alan Tudyk,. À la fin de l'année 2007 il joue dans The Farnsworth Invention d'Aaron Sorkin, tenant le rôle du directeur de la RCA, David Sarnoff. En 2016, il joue dans la première mondiale de Dry Powder mise en scène par Thomas Kail au Off-Broadway Public Theater à New York, aux côtés de Claire Danes, John Krasinski et Sanjit De Silva.
Hank Azaria coscénarise le troisième épisode de la série web de Funny or Die, Gamechangers, intitulé A Legend in the Booth, dans lequel il interprète également Jim Brockmire, un commentateur de baseball légendaire, licencié pour une panne en directe pendant laquelle il blasphème après avoir découvert la liaison de sa femme. Pour la voix et le style de Jim Brockmire il s'inspire de plusieurs commentateurs vétérans, dont Bob Murphy et Phil Rizzuto. Depuis il a interprété de nouveau le personnage de Jim Brockmire dans le Rich Eisen Podcast sur NFL Network pour parler de la National Football League. En novembre 2012, Hank Azaria poursuit l’acteur Craig Bierko pour la propriété de la voix de Jim Brockmire. L'affaire est tranchée en faveur d'Hank Azaria en 2014. Les deux acteurs utilisent une voix de commentateur de baseball avant et depuis leur rencontre lors d'une fête en 1990, mais le juge de district Gary Allen Feess statue que seule la voix d'Hank Azaria est, comme Jim Brockmire, un personnage défini, « tangible » et donc soumis au droit d'auteur.

### Vie privée

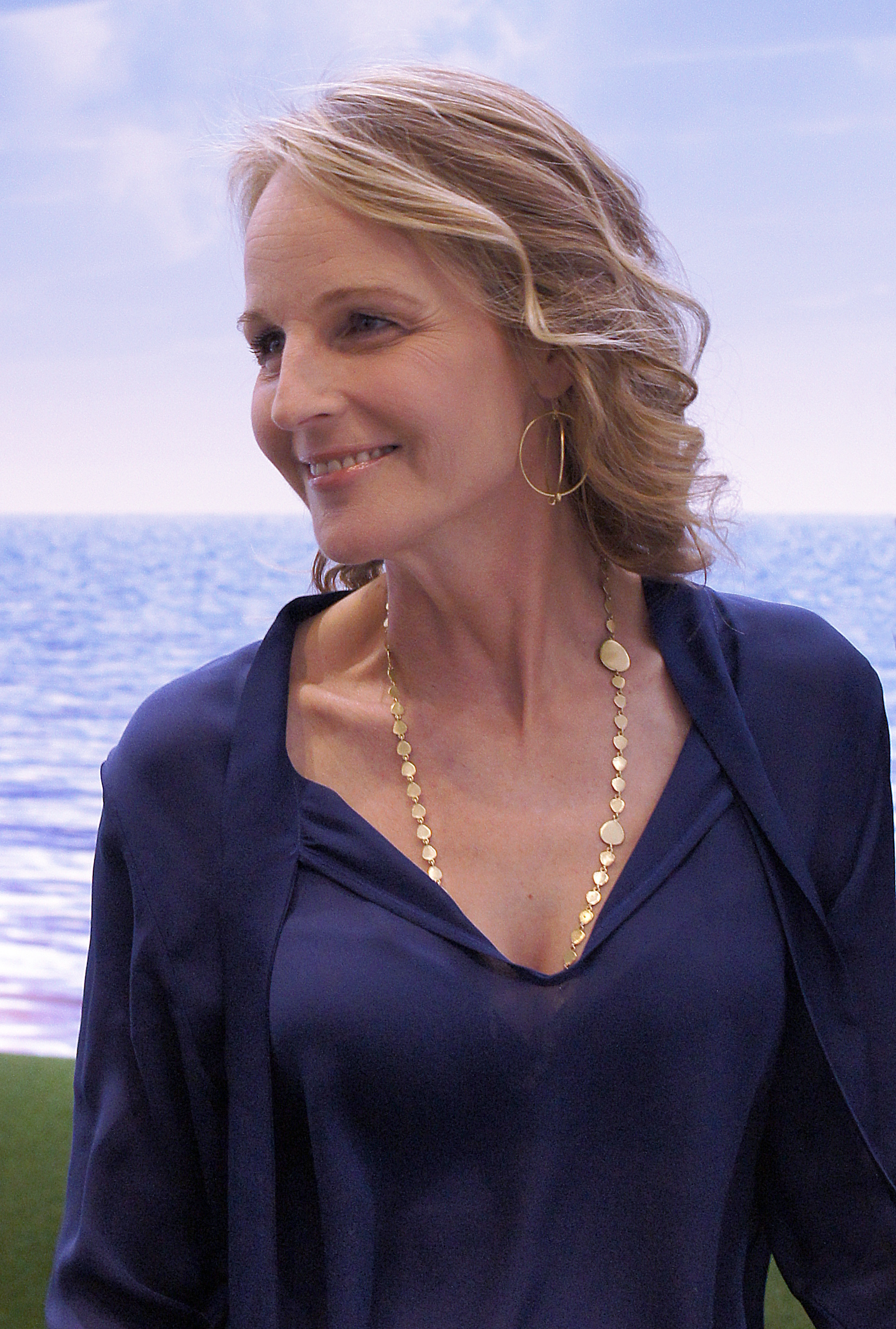
Hank Azaria partage sa vie avec Helen Hunt entre 1994 et 2000.

Au début des années 1990, Hank Azaria est en couple avec l'actrice Julie Warner,. Sa relation avec l'actrice Helen Hunt débute en 1994, et ils se marient au cours d'une cérémonie juive traditionnelle chez eux en Californie du Sud le 17 juillet 1999. Ils apparaissent ensemble dans Dingue de toi et dans l'épisode des Simpson, Pour l'amour de Moe. Après un an de mariage, Hank Azaria quitte le domicile conjugal pour séjourner dans un hôtel de Bel-Air. Après une période de six mois de séparation, Helen Hunt demande le divorce, invoquant des « différences irréconciliables », le divorce est prononcé le 18 décembre 2000.
Depuis 2007, il partage sa vie avec l'ancienne actrice Katie Wright, qu'il épouse la même année,,. Ensemble, ils ont un fils, Hal, né le 6 juin 2009. La famille possède un chien, Truman, et deux chats, Mookie et Wilson. En 2013, ils commencent à louer un appartement de la 80e rue de Manhattan, étant prêts à prendre une décision finale sur l’endroit où ils vivront d'ici deux ans. Ils vivaient auparavant dans une maison à quatre chambres à Pacific Palisades, qu'Hank Azaria avait achetée à son collègue des Simpson, Dan Castellaneta en 2011. Plusieurs semaines plus tôt, Hank Azaria avait vendu sa maison à Bel-Air,,. Hank Azaria possédait auparavant un loft au cinquième étage d'une coopérative d'habitation à Mercer Street dans le quartier de SoHo à Manhattan, qu'il avait achetée à la photographe Cindy Sherman en 2005, avant de la vendre en 2013.
Hank Azaria est le parrain du fils d'Oliver Platt, George. Il est également un joueur de poker régulier, apparaissant à deux reprises dans l'émission Celebrity Poker Showdown et participant à d'autres événements, terminant notamment à quelques places de la bulle lors de l’événement principal des World Series of Poker 2010,,. Il est également partisan du parti démocrate. Il apprécie la musique d'Elvis Costello, et déclare que s'il n'avait pas été acteur, il aurait été thérapeute. Il considère la trilogie du Parrain comme étant sa source d'inspiration principale pour devenir acteur, et compte Peter Sellers et Walt Frazier comme ses héros. Il a cofondé l'association caritative de soutien à l'éducation, Determined to Succeed (« Déterminé à réussir »).
Le 22 mai 2016, il reçoit un diplôme honorifique en lettres humaines de la part de l’université Tufts,.

## Style de jeu et gamme vocale
Les amis d'Hank Azaria l'appellent « l'imitateur bizarre » en raison de sa capacité à copier la voix de presque n'importe qui, instantanément après l’avoir entendue. Enfant, il croyait que tout le monde avait cette capacité, mais il s'est rendu compte plus tard que ce n'était pas un talent commun. Il déclare : « Je peux me souvenir de toutes les voix que j'entends, célèbres ou non… Elles restent en quelque sorte dans les banques de ma mémoire, donc je suis toujours prêt à les ressortir ». Il est heureux d'avoir trouvé le « débouché ultime » pour cette capacité : un rôle dans Les Simpson. Il « ne s'en est pas rendu compte [lorsqu'il a rejoint la série], mais elle est devenue comme un laboratoire pour un tel acteur de personnage », tellement il a dû faire de voix. Au début des années 2000, Hank Azaria pense qu'il a atteint le nombre maximum de voix dont il est capable, il déclare à ce propos : « Pendant les dix premières années des Simpson, j'ai développé un tas de voix. Et puis… j'ai atteint un point où j'étais à sec. Chaque bruit que je peux faire, je l’ai fait. Même des personnages comme Gargamel, j'en ai fait. Même si ce n'était que deux ou trois lignes, à un moment donné, j'ai fait quelque chose de similaire sur Les Simpson, au moins sur un mot de la réplique »,.
Une grande partie de l'humour de la plupart des personnages d'Hank Azaria provient d'une « voix amusante », comme dans Birdcage et La Nuit au musée 2. Il explique : « Être drôle avec une voix drôle est plutôt ma zone de confort, un personnage plus large, que j'essaie d'humaniser, une sorte de personnage idiot ou farfelu que j'essaie de remplir », même s'il ajoute qu'il trouve « beaucoup plus facile d'être quelqu'un beaucoup plus proche de [lui-même] », car cela nécessite « moins d'énergie […] que de jouer des personnages qui sont perchés et nerveux ».
Le créateur des Simpson, Matt Groening, pense qu'Hank Azaria possède la capacité de transformer des répliques peu drôles en certaines des meilleures d'un épisode, alors que l'ancien scénariste Jay Kogen déclare : « Juste au moment où je pense connaître tous les trucs d'Hank Azaria, il crée toujours une nouvelle chose pour me surprendre »,. Tout au long de la série Les Simpson, Hank Azaria a dû chanter à plusieurs reprises dans la peau d'un personnage, une tâche qu'il décrit comme plus facile que de chanter normalement. Le scénariste des Schtroumpfs, David N. Weiss, pense qu'Hank Azaria « a un beau trésor de talents » et « incarne ce que vous auriez voulu écrire ». La dramaturge Jenelle Riley écrit en 2005 qu'Hank Azaria est « de loin » son acteur préféré, louant sa « polyvalence » et sa « tendance à jouer des petits rôles qui passeraient normalement au second plan et à créer constamment des personnages dont les gens se préoccupent », notant ses rôles dans Le Mystificateur, Mystery, Alaska et particulièrement dans Dodgeball ! Même pas mal !.

## Filmographie
Sauf mention contraire, les informations proviennent de l'IMDb.

### Acteur

#### Cinéma
- 1988 : Cool Blue : Buzz
- 1990 : Pretty Woman : le détective
- 1994 : Quiz Show : Albert Freedman
- 1995 : Souvenirs d'un été (Now and Then) : Bud Kent
- 1995 : Heat : Alan Marciano
- 1996 : Birdcage (The Birdcage) : Agador
- 1997 : Tueurs à gages (Grosse Pointe Blank) : Steven Lardner
- 1997 : Anastasia : Bartok la chauve-souris
- 1998 : De grandes espérances (Great Expectations) : Walter Plane
- 1998 : Chicken Little
- 1998 : L'Héritage de Malcolm (Homegrown) : Carter
- 1998 : Godzilla : Victor « Animal » Palotti
- 1998 : Celebrity : David
- 1999 : Broadway, 39e rue (Cradle Will Rock) : Marc Blitzstein
- 1999 : Mystery Men : le fakir bleu
- 1999 : Mystery, Alaska : Charles Danner
- 1999 : Bartok le Magnifique (Bartok the Magnificent) : Bartok
- 2000 : C-Scam
- 2000 : CyberWorld : le chef Wiggum et le professeur John Frink
- 2001 : Couple de stars (America's Sweethearts) : Hector Gorgonzolas
- 2002 : Bark! : Sam
- 2003 : Le Mystificateur (Shattered Glass) : Michael Kelly
- 2004 : Nobody's Perfect : Ray
- 2004 : Polly et moi (Along Came Polly) : Claude
- 2004 : Folles Funérailles (Eulogy) : Daniel Collins
- 2004 : Dodgeball ! Même pas mal ! (Dodgeball: A True Underdog Story) : Patches O'Houlihan jeune
- 2005 : Spamalot : Lancelot du Lac
- 2005 : The Aristocrats : lui-même
- 2007 : Chicago 10 : Abbie Hoffman et Allen Ginsberg
- 2007 : Very Bad Strip, la cave se rebiffe ! (The Grand) : Mike « The Bike » Heslov
- 2007 : Les Simpson, le film (The Simpsons Movie) : John Frink, le vendeur de BD, Moe Szyslak et autres personnages
- 2007 : Cours toujours Dennis (Run, Fat Boy, Run) : Whit
- 2008 : The Simpsons Ride : Chef Wiggum, Apu Nahasapeemapetilon, Moe Szyslak et autres personnages
- 2008 : Immigrants : Jóska
- 2009 : La Nuit au musée 2 (Night at the Museum 2: Battle of the Smithsonian) : Kah Mun Rah, le penseur et Abraham Lincoln
- 2009 : L'An 1 : Des débuts difficiles (Year One) : Abraham
- 2010 : Gamechangers : Jim Brockmire
- 2010 : Love, et autres drogues (Love and Other Drugs) : Dr Stan Knight
- 2011 : Les Schtroumpfs (The Smurfs) : Gargamel
- 2011 : Hop : Carlos et Phil
- 2011 : Les Schtroumpfs : Le Conte de Noël (The Smurfs: A Christmas Carol) : Gargamel
- 2011 : Happy Feet 2 : Sven Puissant
- 2012 : Lovelace : Gerard Damiano
- 2013 : Les Schtroumpfs 2 (The Smurfs 2) : Gargamel
- 2013 : I Know That Voice : lui-même
- 2014 : The Simpsons Take the Bowl : Apu et lui-même
- 2017 : Norman (Norman: The Moderate Rise and Tragic Fall of a New York Fixer) : Srul Katz
- 2018 : Ask Me If I Care : Lou Kline
- 2021 : Balenciaga : Moe Szyslak et le vendeur de BD
- 2021 : Le Plusanniversary des Simpson (The Simpsons in Plusaversary) : Moe Szyslak, Dingo, le Capitaine McCallister et autres personnages
- 2022 : Désir fatal (Out of the Blue) de Neil LaBute : Jock

#### Télévision
- 1986 : Joe Bash : Maldonado (1 épisode)
- 1987 : Morning Maggie : Philly McAllister
- 1988 : Nitti: The Enforcer : Luc
- 1988 : Sacrée Famille (Family Ties) : Joe (1 épisode)
- 1989 : Quoi de neuf docteur ? (Growing Pains) : Steve Stevenson (1 épisode)
- depuis 1989 : Les Simpson (The Simpsons) : Moe Szyslak, chef Wiggum, Carl Carlson (1er voix), Apu Nahasapeemapetilon, le vendeur de BD et autres personnages (756 épisodes)
- 1990 : Hollywood Dog : Hollywood Dog
- 1990 : Le Prince de Bel-Air (The Fresh Prince of Bel-Air) : un policier (1 épisode)
- 1990 : Jamais deux sans trois (Babes) : Tony (1 épisode)
- 1990 : The Rock : Tony Solomon
- 1991-1994 : Herman's Head : Jay Nichols (72 épisodes)
- 1994 : Beethoven : le tueur, Harv, le policier et autres personnages (4 épisodes)
- 1994-1996 : Spider-Man (Spider-Man: The Animated Series) : Eddie Brock, Venom et autres personnages (8 épisodes)
- 1994-2003 : Friends : David (5 épisodes)
- 1995 : Les Contes de la crypte (Tales from the Crypt) : Richard (1 épisode)
- 1995 : What a Cartoon! : Elmo (1 épisode)
- 1995 : Springfield's Most Wanted : le chef Wiggum
- 1995 : If Not for You : Craig Schaeffer (8 épisodes)
- 1995-1999 : Dingue de toi (Mad About You) : Nat Ostertag (16 épisodes)
- 1998 : Éric la panique (Stressed Eric) : Éric Feeble (4 épisodes)
- 1999 : Morrie : Une leçon de vie (Tuesdays with Morrie) : Mitch Albom
- 2000 : Point limite (Fail Safe) : Professeur Groeteschele
- 2001 : Futurama : Harold Zoid (1 épisode)
- 2001 : 1943, l'ultime révolte (Uprising) : Mordechaj Anielewicz
- 2002 : Imagine That : John Miller (6 épisodes)
- 2004-2006 : Huff : Dr Craig « Huff » Huffstodt (26 épisodes)
- 2011 : The Cleveland Show : le vendeur de BD (1 épisode)
- 2011-2012 : Free Agents : Alex (8 épisodes)
- 2013 : Les Schtroumpfs et la Légende du cavalier sans tête (The Smurfs: The Legend of Smurfy Hollow) : Gargamel
- 2013 : Timms Valley : Chaz Babcock
- 2013-2019 : Les Griffin : le superintendant de la police Chalmers, Nigel Harpington, Moe Szyslak, Apu Nahasapeemapetilon et autres personnages (4 épisodes)
- 2014-2016 : Ray Donovan : Ed Cochran (14 épisodes)
- 2014 : Fatherhood : lui-même
- 2016 : Bordertown : Bud Buckwald (13 épisodes)
- 2016 : Mack & Moxy : Shelfish Sheldon (12 épisodes)
- 2017 : The Wizard of Lies : Frank DiPascali
- 2017-2020 : Brockmire : Jim Brockmire (32 épisodes)
- 2018 : Maniac : Hank Landsberg (3 épisodes)
- 2022 : Life and Beth : le directeur funéraire (1 épisode)
- 2022 : Super Pumped : Tim Cook (1 épisode)
- 2023 : The Idol : Chaim (6 épisodes)
- 2023 : La Fabuleuse Madame Maisel : Danny Stevens (1 épisode)
- depuis 2023 : Hello Tomorrow! : Eddie Nichols (10 épisode)

#### Jeu vidéo
- 1996 : The Simpsons Cartoon Studio : Apu Nahasapeemapetilon, Chef Wiggum, Dr Nick Riviera et autres personnages
- 1997 : Virtual Springfield : Moe Szyslak, Apu Nahasapeemapetilon, chef Wiggum et autres personnages
- 1997 : Anastasia: Adventures with Pooka and Bartok : Bartok
- 1999 : Simpsons Bowling : Apu Nahasapeemapetilon
- 2001 : The Simpsons Wrestling : voix additionnelles
- 2001 : The Simpsons: Road Rage : Apu Nahasapeemapetilon, chef Wiggum, Le Serpent et autres personnages
- 2002 : The Simpsons Skateboarding : professeur Frink et chef Wiggum
- 2003 : The Simpsons: Hit and Run : Moe Szyslak, chef Wiggum, Apu Nahasapeemapetilon et autres personnages
- 2004 : Catwoman (Catwoman: The Game) : des voyous
- 2005 : Friends : Celui qui répond à toutes les questions (Friends: The One with All the Trivia) : David
- 2007 : Les Simpson, le jeu (The Simpsons Game) : Moe Szyslak, chef Wiggum, professeur Frink et autres personnages
- 2008 : Grand Theft Auto IV : plusieurs personnages
- 2009 : La Nuit au musée 2 (Night at the Museum: Battle of the Smithsonian) : Kah Mun Rah et le Penseur
- 2012 : Les Simpson : Springfield (The Simpsons: Tapped Out) : Moe Szyslak, chef Wiggum, Apu Nahasapeemapetilon et autres personnages

### Producteur
- 1999 : Bartok le Magnifique (Bartok the Magnificent)
- 1998-2000 : Éric la panique (Stressed Eric) (13 épisodes)
- 2002 : Imagine That (1 épisode)
- 2004 : Nobody's Perfect
- 2004-2006 : Huff (18 épisodes)
- 2011 : Free Agents (1 épisode)
- 2017-2020 : Brockmire (32 épisodes)
- 2021 : Class

### Réalisateur
- 2004 : Nobody's Perfect

### Scénariste
- 2004 : Nobody's Perfect
- 2010 : Gamechangers (1 épisode)
- 2017-2020 : Brockmire (32 épisodes)

## Distinctions

### Récompenses
- 1997 : Screen Actors Guild Award de la meilleure distribution pour Birdcage, récompense partagée avec Christine Baranski, Dan Futterman, Gene Hackman, Nathan Lane, Dianne Wiest et Robin Williams[123].
- 1998 : Annie Award du meilleur doublage de personnage dans un film d'animation pour le rôle de Bartok dans Anastasia[78].
- 1998 : Primetime Emmy Award du meilleur doublage pour le rôle d'Apu Nahasapeemapetilon dans la neuvième saison des Simpson[124].
- 2000 : Primetime Emmy Award du meilleur acteur dans une mini-série ou un téléfilm pour le rôle de Mitch Albom dans Morrie : Une leçon de vie[124].
- 2001 : Primetime Emmy Award du meilleur doublage pour les rôles du vendeur de BD, Apu Nahasapeemapetilon, Carl Carlson, Lou, chef Wiggum et Moe Szyslak dans l'épisode Le Pire Épisode des Simpson[124].
- 2003 : Primetime Emmy Award du meilleur doublage pour les rôles de Moe Szyslak, Carl Carlson, chef Wiggum, Apu Nahasapeemapetilon, Johnny Bouche Cousue, l'Homme-abeille et Cletus Spuckler dans l'épisode Moe, le baby-sitter des Simpson[124].
- 2004 : Film Discovery Award du meilleur court métrage pour Nobody's Perfect[47].
- 2005 : Ojai Film Festival Award du meilleur court métrage narratif pour Nobody's Perfect[125].
- 2015 : Primetime Emmy Award du meilleur doublage pour les rôles de Moe Szyslak et du conducteur de cyclo-pousse dans l’épisode Le Baby-sitter des Simpson[124].
- 2016 : Primetime Emmy Award du meilleur acteur invité dans une série télévisée dramatique pour le rôle d'Ed Cochran dans Ray Donovan[124].

### Nominations
- 1997 : Screen Actors Guild Award du meilleur acteur dans un second rôle pour le rôle d'Agador dans Birdcage[123].
- 1998 : Primetime Emmy Award du meilleur acteur invité dans une série télévisée comique pour le rôle de Nat Ostertag dans Dingue de toi[124].
- 1999 : American Comedy Award de l'acteur invité le plus drôle dans une série télévisée pour le rôle de Nat Ostertag dans Dingue de toi[125].
- 2000 : American Comedy Award de l'acteur invité le plus drôle dans une série télévisée pour le rôle de Nat Ostertag dans Dingue de toi[125].
- 2000 : Screen Actors Guild Award du meilleur acteur dans une mini-série ou un téléfilm pour le rôle de Mitch Albom dans Morrie : Une leçon de vie[126].
- 2001 : Critics' Choice Movie Awards du meilleur acteur dans un téléfilm pour le rôle de Mordechaj Anielewicz dans 1943, l'ultime révolte[127].
- 2003 : Primetime Emmy Award du meilleur acteur invité dans une série télévisée comique pour le rôle de David dans la neuvième saison de Friends[124].
- 2005 : Screen Actors Guild Award du meilleur acteur dans une série télévisée dramatique pour le rôle du Dr Craig Huffstodt dans Huff[128].
- 2005 : Tony Award du meilleur acteur dans une comédie musicale pour le rôle de Lancelot du Lac dans Spamalot[129].
- 2005 : Primetime Emmy Award du meilleur acteur dans une série télévisée dramatique pour le rôle du Dr Craig Huffstodt dans Huff[124].
- 2009 : Primetime Emmy Award du meilleur doublage pour le rôle de Moe Szyslak dans Mini Minette Maya Moe des Simpson[124].
- 2009 : Teen Choice Awards du meilleur méchant de film pour le rôle de Kah Mun Rah pour La Nuit au musée 2[125].
- 2010 : Primetime Emmy Award du meilleur doublage pour les rôles d'Apu Nahasapeemapetilon et Moe Szyslak dans l'épisode Le Mot de Moe des Simpson[124].
- 2012 : Primetime Emmy Award du meilleur doublage pour les rôles de Moe Szyslak, Duffman, Carl Carlson, le vendeur de BD et chef Wiggum dans l'épisode Ne mélangez pas les torchons et les essuie-bars des Simpson[124].
- 2017 : Primetime Emmy Award du meilleur acteur invité dans une série télévisée dramatique pour le rôle d'Ed Cochran dans Ray Donovan[124].
- 2018 : Critics' Choice Television Award du meilleur acteur dans une série télévisée comique pour le rôle de Jim Brockmire dans Brockmire[130].
- 2019 : Critics' Choice Television Award du meilleur acteur dans une série télévisée comique pour le rôle de Jim Brockmire dans Brockmire[131].
- 2019 : Primetime Emmy Award du meilleur doublage pour les rôles de Moe Szyslak, Carl Carlson, Duffman et Kirk van Houten dans l'épisode De Russie sans amour des Simpson[124].
- 2020 : Primetime Emmy Award du meilleur doublage pour les rôles du professeur Frink, Moe Szyslak, chef Wiggum, Carl Carlson, Cletus Spuckler, Kirk van Houten et capitaine McCallister dans l'épisode Frinkcoin des Simpson[124].
- 2021 : Critics' Choice Television Award du meilleur acteur dans une série télévisée comique pour le rôle de Jim Brockmire dans Brockmire[132].